# 刘雪荣
刘雪荣（1963年9月—），男，汉族，湖北天门人，中华人民共和国政治人物。

## 生平
1982年5月加入中国共产党。1984年7月，在华中工学院电力工程系电机专业毕业后参加工作，进入十堰市汽车制动蹄厂任车间主任助理、团委书记。1992年10月，任共青团十堰市委书记、党组书记。1997年1月，任中共竹山县委副书记、县长。1997年7月毕业于华中师范大学政治经济学专业。1998年9月，任中共竹山县委书记。
2001年3月，毕业于俄亥俄大学工商管理专业。2001年12月，任中共黄石市委常委、统战部部长。2003年2月，任中共潜江市委书记。2006年8月，任中共黄冈市委副书记、代市长，2007年1月当选市长。2008年，担任全国人大代表。2013年，连任全国人大代表。
2013年3月，任中共黄冈市委书记。2016年1月，当选黄冈市人大常委会主任。2018年1月，当选湖北省人大常委会副主任。2022年7月，当选为湖北省总工会主席。